# Eklogit
Eklogit je metamorfna kamnina sestavljena v glavnem iz mineralov: zeleno obarvanega omfacita in rdečega granata. V zelo majhnih količinah se pojavljajo tudi minerali disten (kianit), cojzit in korund.
V Sloveniji najdemo eklogit na Pohorju in to v manjših lečah ali pasovih znotraj drugih metamorfnih kamnin, večinoma gnajsev, blestnikov in amfibolitov. Največ ga je v okolici Slovenske Bistrice.
Kamnina je masivna in trdna, saj je nastajala pod zelo velikim litostatičnim pritiskom in pri visokih temperaturah. Taki pogoji so, ocenjeno, na globini 120 km. Na površje je kamnina prišla zaradi podrivanja Jadranske (Afriške) tektonsko plošče pod Evropsko. Izvorne kamnine, iz katerih je v procesih metamorfoze kristalil eklogit, sta bili magmatski kamnini gabro in bazalt.
Pohorski eklogiti zelo verjetno vsebujejo tudi mikroskopsko majhne diamante.
Ker je eklogita v Sloveniji malo, nima velike gospodarske vrednosti. V manjši meri ga uporabljajo draguljarji za izdelavo nakita.